# Rosário (Criação Velha)
O Rosário é uma localidade portuguesa localizada na freguesia da Criação Velha, concelho da Madalena do Pico, ilha do Pico, arquipélago dos Açores. 
Esta localidade profundamente ligada à produção do vinho Verdelho encontra-se próximo ao sítio das Tapadas, do Alto da Cerca  e do Lajidos.